# 1819
1819 (MDCCCXIX) byl rok, který dle gregoriánského kalendáře započal pátkem.

## Události
- 22. února – Smlouvou Adams-Onís připadla Florida USA a byly stanoveny hranice mezi USA a španělským územím.
- 31. květen – Při potyčce mezi obyvateli několika obci na Přerovsku v tzv. bitvě čtyř králů bylo zabito 13 lidí.
- 1. srpna – V Teplicích se sešel rakouský ministr zahraničí Klemens Metternich s pruským králem Fridrichem Vilémem III. a jednali o postupu proti změnám v politickém uspořádání Evropy.
- 6. srpna – V Karlových Varech začala konference Německého spolku, který přijala tzv. Karlovarská usnesení.
- 7. srpna – V bitvě u Boyacá zvítězila kolumbijská povstalecká vojska vedená Simónem Bolívarem nad španělskou armádou.
- 4. října – Ve Vídni byla založena Erste Bank (Erste österreichische Spar-Casse).
- 14. prosince – Alabama se stala 22. státem USA.
- 17. prosince – Byla založena republika Velká Kolumbie.
- Thomas Stamford Raffles z Britské Východoindické společnosti založil město Singapur.
- Německý filozof Arthur Schopenhauer vydal své hlavní dílo Svět jako vůle a představa.

### Probíhající události
- 1810–1821 – Mexická válka za nezávislost
- 1817–1864 – Kavkazská válka

## Vědy a umění
- 19. listopadu – V Madridu bylo založeno Museo del Prado.
- Francouzský inženýr a fyzik Charles Cagniard de la Tour vynalezl sirénu.
- Skotský spisovatel Walter Scott vydal román Ivanhoe.
- V Českých Budějovicích bylo otevřeno šesté divadlo v Čechách.

## Narození

### Česko
- 6. ledna – František Josef Řezáč, kněz, pedagog, spisovatel a politik († 25. prosince 1879)
- 9. ledna – František Gregora, hudební skladatel († 27. ledna 1887)
- 13. ledna – Ignác Vondráček, ostravský důlní podnikatel († 14. června 1887)
- 10. února – Josef Věnceslav Soukup, učitel, hudební skladatel, malíř a odborný publicista († 23. července 1882)
- 14. února – Karel Feistmantel, geolog a paleontolog († 29. září 1885)
- 18. února – Prokop Chocholoušek, novinář a spisovatel († 5. července 1864)
- 6. března – Fanny Neuda, německy píšící spisovatelka († 16. dubna 1894)
- 9. dubna – Václav Treitz, lékař († 27. srpna 1872)
- 11. dubna – David Kuh, pražský německý novinář a politik († 26. ledna 1879)
- 25. dubna – Karel Hail, poštmistr a starosta († 22. června 1893)
- 19. května – František Steiner, poslanec Českého zemského sněmu († 29. prosince 1898)
- 2. června – Karel Vrátný, hudební skladatel a spisovatel († po 1873)
- 21. června – Jan Kozánek, advokát, novinář a politik († 17. ledna 1890)
- 25. června – Ignaz Ginzkey, továrník a podnikatel († 1876)
- 31. července
  - Daniel Bohumil Molnár, luterský farář a teolog († 13. září 1889)
  - Ignác Axamit, profesor fyziky a matematiky († 1904)
- 13. srpna – Josef Hasner von Artha, lékař a poslanec Českého zemského sněmu († 22. února 1892)
- 27. září – Václav František Červený, výrobce hudebních nástrojů († 19. ledna 1896)
- 30. září – Tomáš Václav Bílek, středoškolský profesor a historik († 6. března 1903)
- 25. října – Emanuel Pötting-Persing, šlechtic, katolický kněz, mecenáš († 4. února 1898)
- 3. listopadu – Václav Vilém Trnobranský, obrozenecký básník a spisovatel († 27. března 1883)
- 11. listopadu – Maximilian Dormitzer, politik německé národnosti († 16. února 1881)
- 30. listopadu – Franz Klier, politik německé národnosti († 14. listopadu 1884)
- 6. prosince – Kristian Stefan, pedagog a politik († 16. ledna 1892)
- 20. prosince – Václav Šimerka, kněz, matematik, fyzik a filosof († 26. prosince 1887)

### Svět

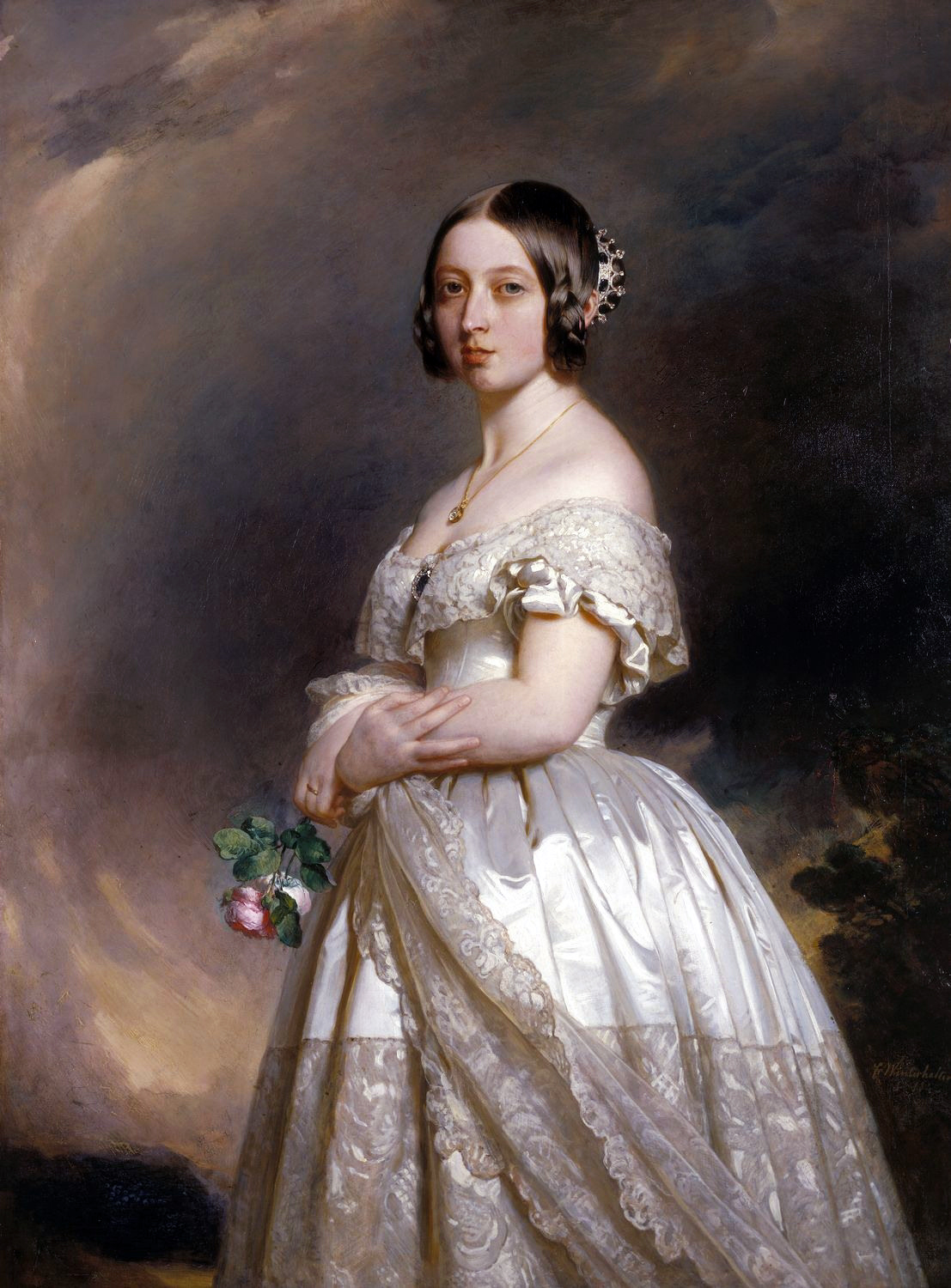
Královna Viktorie (* 24. května)

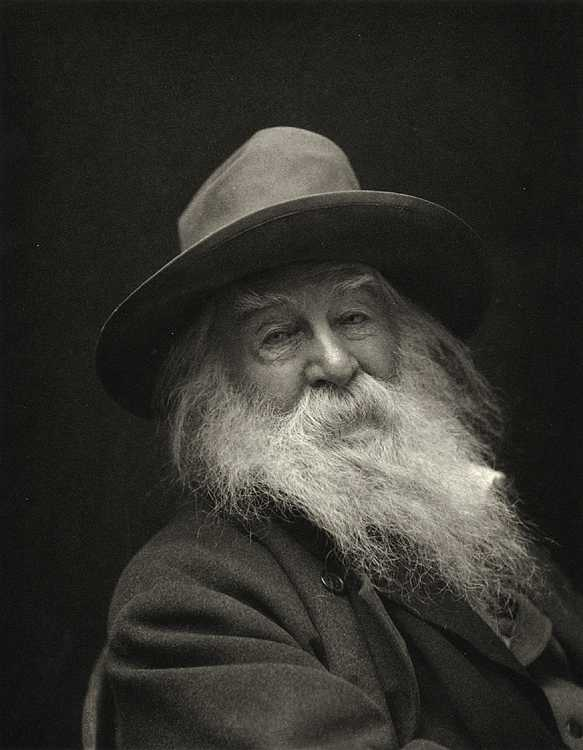
Walt Whitman (* 31. května)

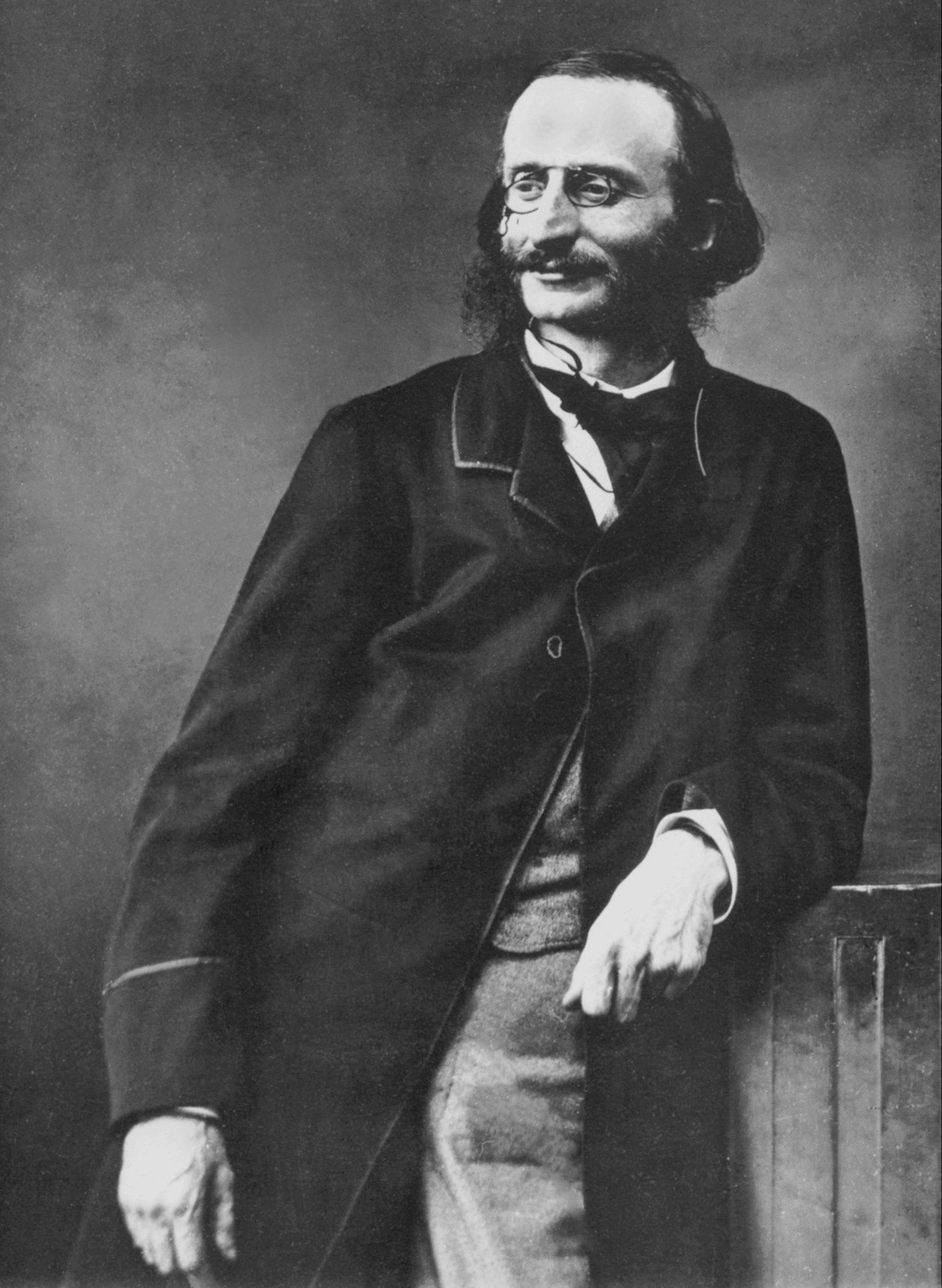
Jacques Offenbach (* 20. června)

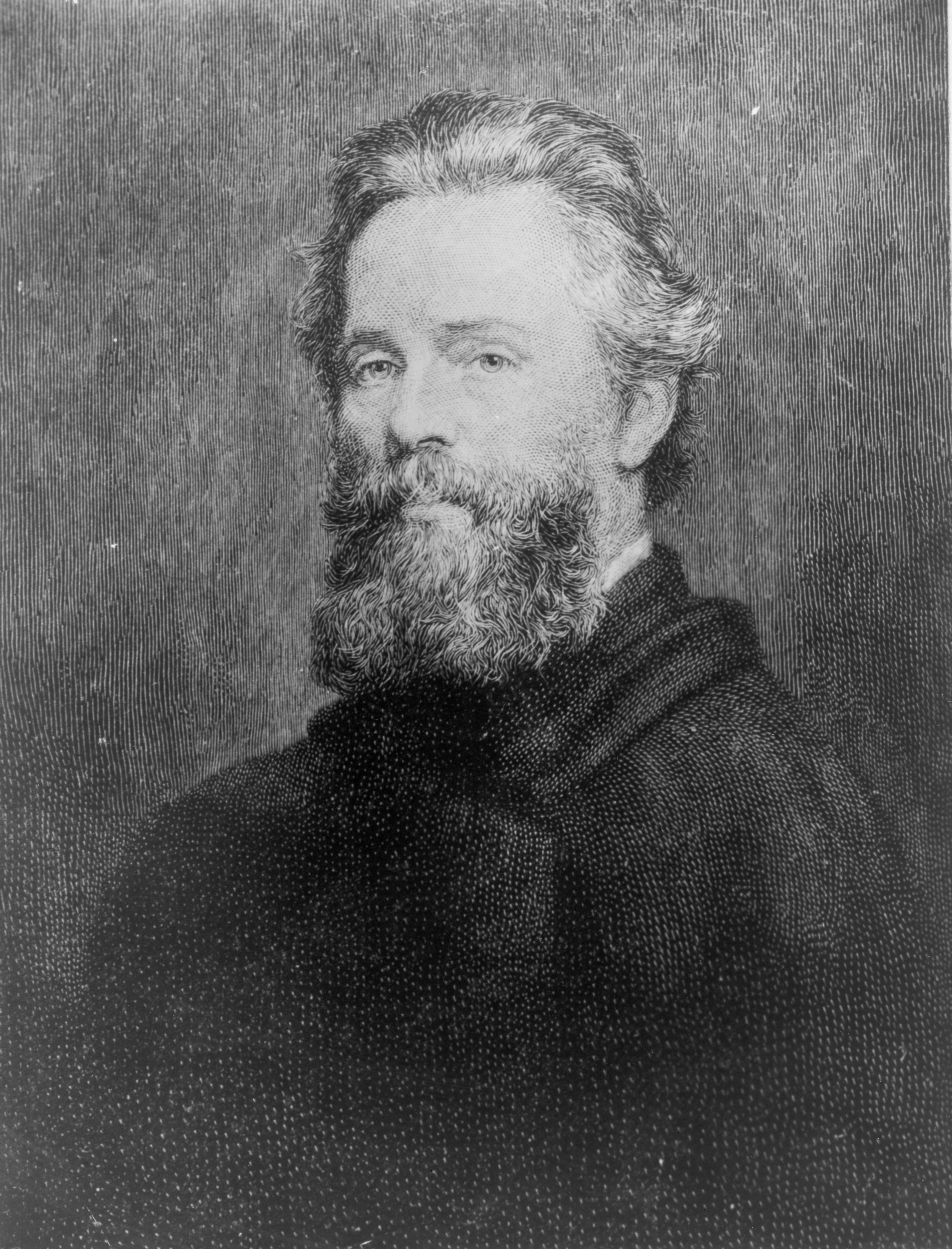
Herman Melville (* 1. srpna)

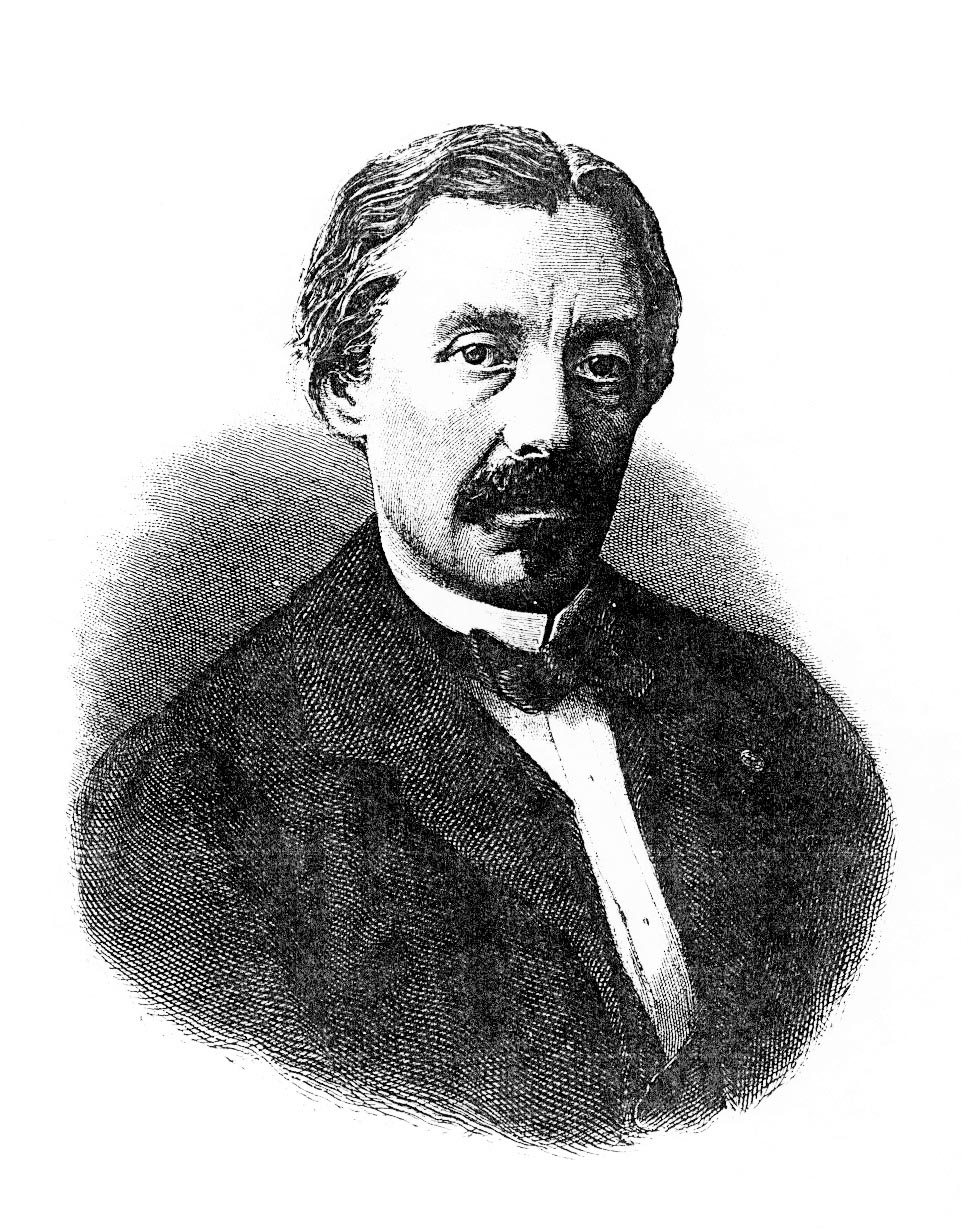
Léon Foucault (* 18. září)

- 4. ledna – Albert Rhomberg, rakouský podnikatel a politik († 1. července 1884)
- 18. ledna – Henriette Nissen-Saloman, švédská mezzosopranistka († 27. srpna 1879)
- 24. ledna – Johann Jakob Weilenmann, švýcarský alpinista († 8. července 1896)
- 4. února – Herta Wićazec, lužickosrbská spisovatelka a básnířka († 24. března 1885)
- 8. února – John Ruskin, anglický spisovatel a sociální reformátor († 20. ledna 1900)
- 14. února – Christopher Latham Sholes, americký vynálezce, novinář a politik († 17. února 1890)
- 1. března – François-Marie-Benjamin Richard, arcibiskup pařížský a kardinál († 28. ledna 1908)
- 3. března – Gustave de Molinari, belgický ekonom († 28. ledna 1912)
- 6. března – Anton Forgách, rakouský vysoký státní úředník a politik († 2. dubna 1885)
- 8. března – Ernst Bruno Johannes Popp, německý sochař, modelér porcelánu, keramik († 14. září 1883)
- 12. března – Franz von Hruschka, rakouský důstojník českého původu, vynálezce († 8. května 1888)
- 20. března – Roger Fenton, britský válečný fotograf († 8. srpna 1869)
- 25. března – Venceslaus Ulricus Hammershaimb, faerský lingvista († 8. dubna 1909)
- 26. března – Jiří z Cambridge, britský maršál a vnuk krále Jiřího III. († 17. března 1904)
- 27. března – Oleksij Zaklynskyj, rakouský řeckokatolický duchovní a politik († 26. března 1891)
- 28. března
  - Edwin Drake, americký stavbař a vynálezce († 8. listopadu 1880)
  - André-Adolphe-Eugène Disdéri, francouzský portrétní fotograf († 4. října 1889)
  - Alfred II. Windischgrätz, rakouský šlechtic z rodu Windischgrätzů, generál a velkostatkář v Čechách († 28. dubna 1876)
- 29. března – Isaac Mayer Wise, americký reformní rabín, redaktor a spisovatel († 26. března 1900)
- 4. dubna – Marie II. Portugalská, portugalská královna († 15. listopadu 1853)
- 9. dubna – Annibale de Gasparis, italský astronom († 21. března 1892)
- 15. dubna – Aimé Laussedat, francouzský důstojník, kartograf a fotograf († 18. března 1907)
- 18. dubna – Franz von Suppé, rakouský operetní skladatel († 21. května 1895)
- 2. května – Gustav Becker, německý hodinář († 14. září 1885)
- 5. května – Stanisław Moniuszko, polský hudební skladatel († 4. června 1872)
- 10. května – Clemens Bachofen von Echt, rakouský a český podnikatel a politik († 30. října 1886)
- 16. května – Johann Voldemar Jannsen, estonský básník a spisovatel († 13. června 1890)
- 24. května – Viktorie, britská královna a indická císařovna († 22. ledna 1901)
- 27. května – Jiří V. Hannoverský, král hannoverský († 12. června 1878)
- 31. května – Walt Whitman, americký spisovatel († 26. března 1892)
- 1. června – František V. Modenský, modenský vévoda, arcivévoda rakouský († 20. listopadu 1875)
- 3. června
  - Johan Barthold Jongkind, nizozemský malíř († 9. února 1891)
  - Louis Théodore Gouvy, francouzský romantický skladatel († 21. dubna 1898)
- 5. června – John Couch Adams, britský matematik a astronom († 21. ledna 1892)
- 10. června – Gustave Courbet, francouzský malíř († 31. prosince 1877)
- 12. června – Charles Kingsley, anglikánský kněz, historik a spisovatel († 23. ledna 1875)
- 20. června – Jacques Offenbach, francouzský skladatel († 5. října 1880)
- 27. června – Ernst Falkbeer, rakouský šachový mistr († 14. prosince 1885)
- 30. června – William A. Wheeler, americký bankéř a státník († 4. června 1887)
- 9. července – Elias Howe, americký vynálezce šicího stroje († 3. října 1867)
- 10. července – Pieter Bleeker, nizozemský lékař a ichtyolog († 24. ledna 1878)
- 19. července – Gottfried Keller, švýcarský spisovatel († 15. července 1890)
- 29. července – Theodor Brorsen, dánský astronom († 31. března 1895)
- 1. srpna – Herman Melville, americký spisovatel a básník († 28. září 1891)
- 8. srpna – Vilém Albrecht Montenuovo, italský princ a generálporučík rakouského císařství († 7. dubna 1895)
- 9. srpna – William Morton, americký stomatolog († 15. července 1868)
- 13. srpna – George Gabriel Stokes, irský matematik, fyzik a politik († 1. února 1903)
- 16. srpna – Tirimüjgan Kadınefendi, manželka osmanského sultána Abdulmecida I. a matka Abdulhamida II. († 3. října 1852)
- 17. srpna – Sergej Lvovič Levickij, ruský portrétní fotograf a vynálezce († 22. června 1898)
- 26. srpna – Albert Sasko-Kobursko-Gothajský, manžel britské královny Viktorie († 14. prosince 1861)
- 30. srpna – Louis Alphons Poitevin, francouzský fotograf a vynálezce († 4. března 1882)
- 7. září – Thomas A. Hendricks, americký politik a právník († 25. listopadu 1885)
- 13. září – Clara Schumannová, německá klavíristka a skladatelka(† 20. května 1896)
- 18. září – Léon Foucault, francouzský fyzik († 11. února 1868)
- 20. září – Théodore Chassériau, francouzský malíř († 8. října 1856)
- 23. září – Hippolyte Fizeau, francouzský fyzik († 18. září 1896)
- 6. října – Marcus Selmer, norský fotograf († 18. ledna 1900)
- 17. října – Fridrich Vilém Meklenbursko-Střelický, meklenbursko-střelický velkovévoda († 30. května 1904)
- 20. října – Sajjid Alí Muhammad, zvaný Báb, zakladatel bábismu († 9. července 1850)
- 21. října – Milan Obrenović II., srbský kníže († 5. července 1839)
- 22. října – Edmund Schebek, pražský právník a historik († 11. února 1895)
- 12. listopadu – Daniel Sanders, německý lexikograf a jazykovědec († 11. března 1897)
- 16. listopadu – Wilhelm Marr, německý antisemitský a anarchistický novinář († 17. července 1904)
- 22. listopadu – George Eliot, anglická spisovatelka († 22. prosince 1880)
- 28. listopadu – Jules Férat, francouzský malíř († 1889)
- 13. prosince – Adolf Kriegs-Au, předlitavský spisovatel, státní úředník a politik († 30. října 1884)
- 23. prosince – George N. Barnard, americký fotograf († 4. února 1902)
- 30. prosince – Theodor Fontane, německý spisovatel († 20. září 1898)
- ? – Louis Flobert, francouzský puškař, vynálezce († 1894)
- ? – Charles Henry Stanley, anglický šachista († 6. října 1901)

## Úmrtí

### Česko
- 21. června – Jiří Družecký, skladatel hobojista a tympánista (* 7. dubna 1745)
- 6. října – Jan z Klenové a Janovic, šlechtic (* 13. dubna 1758)

### Svět

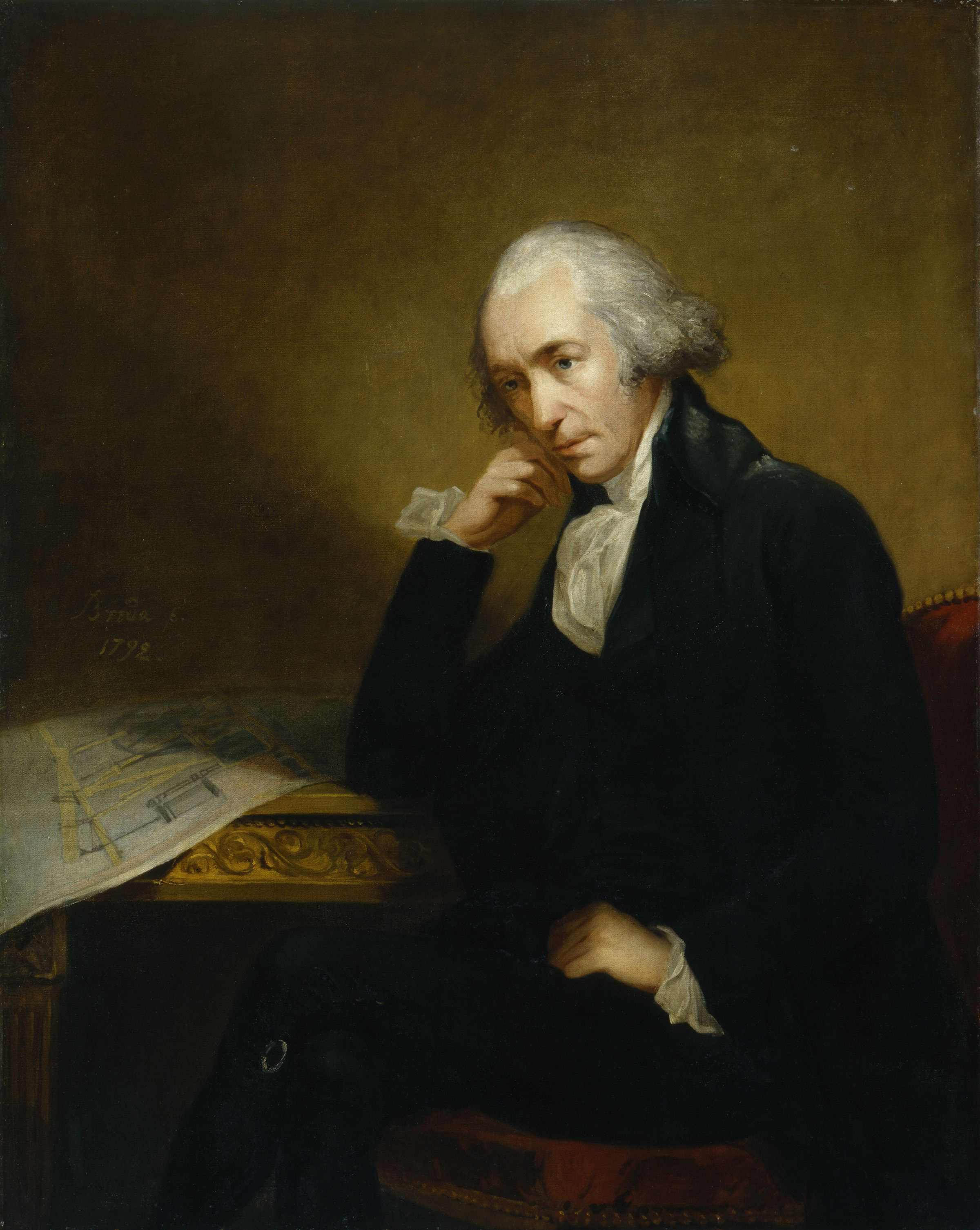
James Watt († 19. srpna)

- 2. ledna – Marie Luisa Parmská, parmská princezna, provdaná španělská královna (* 9. prosince 1751)
- 8. ledna
  - Johan David Åkerblad, švédský diplomat a orientalista (* 6. května 1763)
  - Valentin Vodnik, slovinský básník a publicista (* 1758)
- 9. ledna – Kateřina Pavlovna, ruská velkokněžna, württemberská královna (* 10. května 1788)
- 20. ledna
  - Maria Tadeáš Trauttmansdorff, katolický biskup a kardinál (* 28. května 1761)
  - Karel IV. Španělský, španělský král z rodu Bourbonů (* 11. listopadu 1748)
- 5. února – Hannah Van Burenová, manželka 8. prezidenta USA Martina Van Burena (* 8. března 1783)
- 16. února – Pierre-Henri de Valenciennes, francouzský malíř (* 6. prosince 1750)
- 10. března – Friedrich Heinrich Jacobi, německý spisovatel a filosof, kritik novověkého racionalismu (* 25. ledna 1743)
- 23. března – August von Kotzebue, německý spisovatel, dramatik a básník (* 3. května 1761)
- 3. června – Jacques Nicolas Billaud-Varenne, francouzský revolucionář (* 23. dubna 1756)
- 7. července – Sophie Blanchard, francouzská pilotka balónu (* 24. března 1819)
- 14. srpna – Erik Acharius, švédský botanik (* 10. října 1757)
- 19. srpna – James Watt, skotský mechanik a fyzik, vynálezce moderního parního stroje (* 1736)
- 21. srpna – Chajim Farchi, galilejský vládce (* 1760)
- 28. srpna – Charles Lennox, 4. vévoda z Richmondu, britský generál, státník a šlechtic (* 9. prosince 1764)
- 12. září – Gebhard Leberecht von Blücher, pruský maršál a jeden z vítězů nad Napoleonem (* 1742)
- 20. září – Abbé Faria, portugalský kněz, průkopník hypnózy (* 31. května 1746)
- 13. října – Georg Magnus Sprengtporten, švédský, finský a ruský politik (* 16. prosince 1740)
- 6. listopadu – Jacob Henry Sarratt, anglický šachista (* 1772)
- 30. prosince – Jan Karel Paar, rakouský nejvyšší dvorský a generální dědičný poštmistr (* 15. června 1772)
- ? – Laz Aziz Ahmed Paša, osmanský státník a velkovezír (* ?)

## Hlavy států
- Francie – Ludvík XVIII. (1815–1824)
- Království obojí Sicílie – Ferdinand I. (1816–1825)
- Osmanská říše – Mahmut II. (1808–1839)
- Prusko – Fridrich Vilém III. (1797–1840)
- Rakouské císařství – František I. (1792–1835)
- Rusko – Alexandr I. (1801–1825)
- Spojené království – Jiří III. (1760–1820)
- Španělsko – Ferdinand VII. (1813–1833)
- Švédsko – Karel XIV. (1818–1844)
- USA – James Monroe (1817–1825)
- Papež – Pius VII. (1800–1823)
- Japonsko – Ninkó (1817–1846)
- Lombardsko-benátské království – Rainer Josef Habsbursko-Lotrinský